# Fondation argentine
La Fondation argentine (ou Maison de l'Argentine) est une résidence étudiante située au sein de la Cité internationale universitaire de Paris ouverte en 1928.

## Histoire

### Origine
La Maison de l'Argentine est née de la volonté d'un groupe d'universitaires de Buenos Aires de créer un réseau d'échanges entre l'Université de Paris et son homologue argentine. Le réseau d'échanges est créé en 1909 et se traduit par la création d’un institut français à Buenos Aires et d’une institution argentine à Paris. Cette dernière est construite à la Cité internationale universitaire de Paris, sous le nom de Fondation argentine, inaugurée le 27 juin 1928 par le Président de la République française, Gaston Doumergue.

### Construction
La construction de la Maison de l'Argentine a été cofinancée par le gouvernement argentin et par l’industriel argentin d’origine allemande, Otto S. Bemberg. 

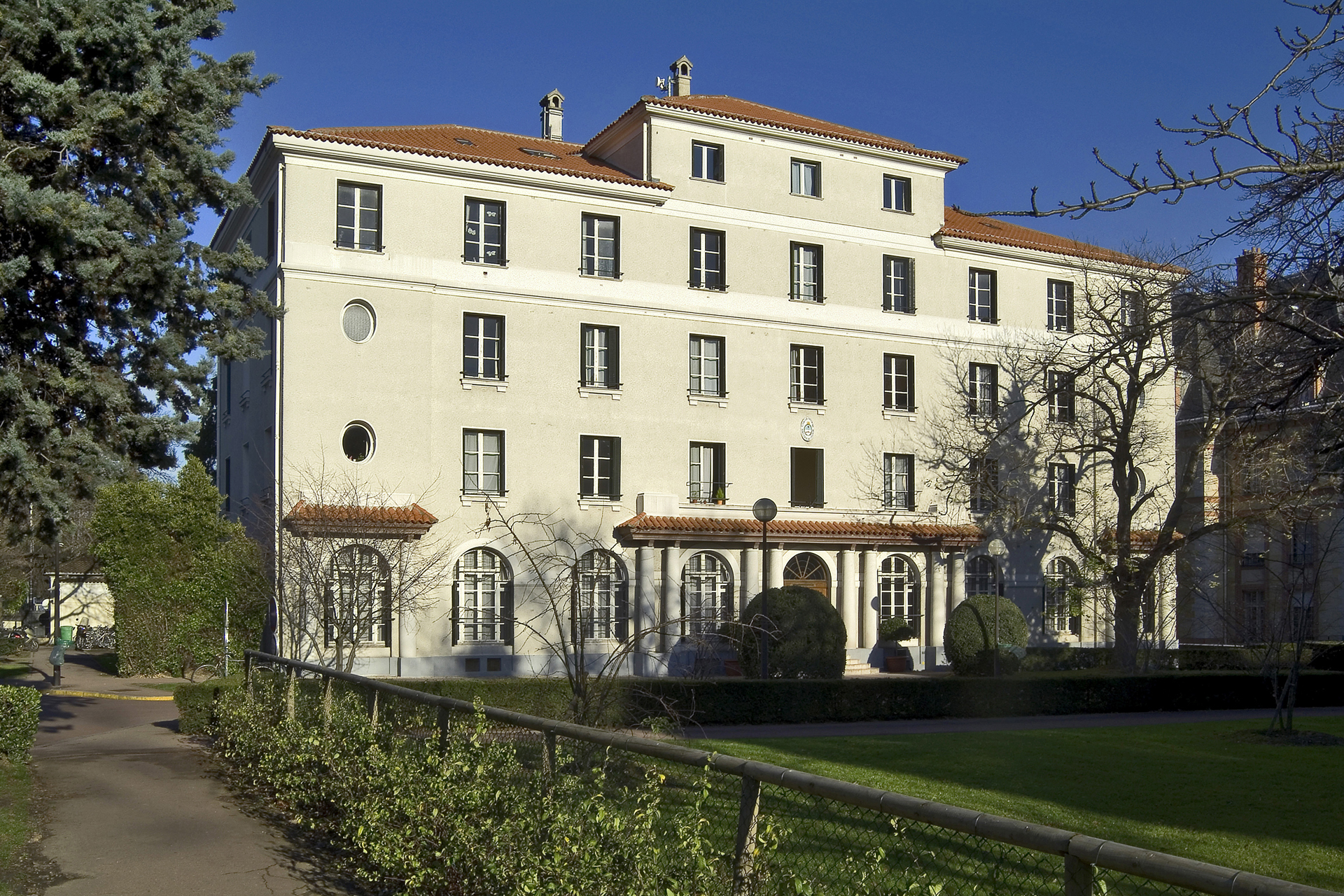
Maison de l'Argentine, façade (vue extérieure, depuis l'intérieur de la Cité internationale universitaire de Paris).

## Architecture
La réalisation de la Maison de l'Argentine a été confiée à trois architectes : deux architectes français, Bertoune et Fagnez, et un architecte argentin, Tito Saubidet. 
L’édifice est constitué de deux pavillons séparés par une cour et réunis par une galerie couverte. Le plus grand bâtiment compte 50 chambres et le plus petit compte 25 chambres. L’entrée extérieure est entourée de quatre colonnes soutenant un petit toit de tuiles espagnoles. Elle est terminée par un portique de « style argentin ». Deux drapeaux (argentin et français) ainsi que l'Écu de l'Argentine la surplombe, en façade extérieure.
Ce style architectural est censé rappeler, dans sa forme et son expression, les anciennes maisons des fermes (« estancias ») de la pampa argentine. Tito Saubidet a signé des fresques représentant des paysages et horizons de la pampa. Elles n'existent plus aujourd'hui.

## Gouvernance
Le directeur de la Maison de l'Argentine est Miguel Ángel Estrella depuis février 2020 après avoir été ambassadeur de l'Argentine à l'UNESCO. Le célèbre pianiste argentin fut lui-même résident de la maison entre 1964 et 1965.